# Диплатинатрииндий
Диплатинатрииндий — бинарное неорганическое соединение, интерметаллид
платины и индия
с формулой In3Pt2,
кристаллы.

## Получение
- Сплавление стехиометрических количеств чистых веществ:

{\displaystyle {\mathsf {2Pt+3In\ {\xrightarrow {1064^{o}C}}\ In_{3}Pt_{2}}}}

## Физические свойства
Диплатинатрииндий образует кристаллы
тригональной сингонии,
пространственная группа P 31c,
параметры ячейки a = 0,453 нм, c = 0,551 нм, Z = 1,
структура типа триалюминийдиникеля Al3Ni2.
.
Соединение конгруэнтно плавится при температуре 1064°С .